# Конституционный суд Республики Казахстан
Конституционный Суд Республики Казахстан (каз. Қазақстан Республикасының Конституциялық Соты) — высший судебный орган конституционного контроля в Республике Казахстан, обеспечивающий верховенство Конституции Республики Казахстан на всей территории Республики Казахстан.

## История
В 1989 году была осуществлена первая попытка создания института конституционного надзора в Казахстане. Тогда были внесены изменения и дополнения в Конституцию Казахской ССР 1978 года, которые предусматривали образование «Комитета конституционного надзора». Однако, создан он так и не был. Орган конституционного надзора появился лишь после провозглашения независимости Казахстана.

### 1992—1995 годы
16 декабря 1991 года конституционным законом Республики «О Государственной независимости Республики Казахстан» высшим органом судебной защиты Конституции устанавливался Конституционный суд Республики Казахстан. Действовать суд начал лишь в 1992 году, когда были приняты законы «О Конституционном Суде Республики Казахстан» (6 июня 1992 года) и «О конституционном судопроизводстве», и избраны председатель и десять судей Конституционного Суда.
Конституционный суд состоял из 11 человек. В состав входили председатель и десять судей. Действовал в 1992—1995 годах.
Первым председателем Конституционного суда стал академик Национальной академии наук Казахстана Мурат Баймаханов.
Одним из заметных решений Конституционного суда стало решение по индивидуальной жалобе о неравномерной нарезке избирательных округов признать незаконными состоявшиеся парламентские выборы 1994 года, что привело к роспуску Верховного Совета президентом.

### Конституционный Совет (1995—2022)
30 августа 1995 года, в соответствии с принятой на конституционном референдуме Конституцией Республики Казахстан 1995 года, был учрежден новый орган конституционного надзора — Конституционный совет Республики Казахстан, в связи с чем Конституционный суд Республики Казахстан прекратил своё существование в конце 1995 года.

### С 2023 года
В соответствие с поправками к Конституции, принятыми на референдуме 2022 года, Конституционный суд восстановлен с 1 января 2023 года.
Он состоит из 11 судей, включая председателя и его заместителя. Председатель Конституционного суда назначается на должность президентом Республики с согласия Сената Парламента. Заместитель председателя Конституционного суда назначается президентом Республики по представлению председателя Конституционного суда из числа судей Конституционного суда. Четверо судей Конституционного суда назначаются на должность президентом Республики, по трое судей Конституционного суда назначаются по представлению председателей палат парламента соответственно Сенатом и Мажилисом Парламента.
Кто может обратиться в КС:
- Гражданин
- Уполномоченный по правам человека
- Генеральный Прокурор Республики Казахстан
- Президент Республики Казахстан
- Председатель Сената Парламента и Председатель Мажилиса Парламента
- Депутаты Парламента (не менее 1/5 от общего числа депутатов)
- Премьер-Министр
- Суды (представление суда)

По итогам рассмотрения обращений о проверке конституционности законов и иных правовых актов Конституционный Суд принимает одно из следующих нормативных постановлений:
      1) о признании закона или иного правового акта либо отдельных их положений соответствующими Конституции Республики Казахстан;
      2) о признании закона или иного правового акта либо отдельных их положений соответствующими Конституции Республики Казахстан в данном Конституционным Судом истолковании;
      3) о признании закона или иного правового акта либо отдельных их положений не соответствующими Конституции Республики Казахстан.

Нормативные постановления Конституционного Суда вступают в силу со дня их принятия, являются общеобязательными на всей территории Республики Казахстан, окончательными и не подлежащими обжалованию.

Сайт Конституционного Суда Республики Казахстан

## Судьи Конституционного суда
- Председатель — Азимова Эльвира Абилхасимовна
- Заместитель председателя — судья Нурмуханов Бакыт Маратович
- Судья Ескендиров Асан Кайруллович
- Судья Жакипбаев Кайрат Тулегенович
- Судья Жатканбаева Айжан Ержановна
- Судья Кыдырбаева Айгуль Куанышбаевна
- Судья Мусин Канат Сергеевич
- Судья Онгарбаев Еркин Ануарович
- Судья Подопригора Роман Анатольевич
- Судья Ударцев Сергей Федорович

## Председатели Конституционного Суда
| Номер | ФИО                              | Годы            |
| ----- | -------------------------------- | --------------- |
| 1     | Баймаханов, Мурат Тажи-Муратович | 1992—1995       |
| 2     | Азимова, Эльвира Абилхасимовна   | с 1 января 2023 |